# Centre interuniversitaire de recherche en analyse des organisations
 (août 2024).
 (août 2024).
Le CIRANO est un centre interuniversitaire de recherche, de liaison et de transfert, s’appuyant sur un réseau de plus de 200 chercheur·euse·s provenant majoritairement d’universités québécoises.
Son objectif est de favoriser la collaboration entre le monde académique, les organisations parapubliques, privées et les institutions gouvernementales. Le CIRANO conduit des études qui visent une allocation optimale des ressources humaines, financières, naturelles, physiques et technologiques pour soutenir la compétitivité desorganisations et proposer des politiques publiques innovantes.
Depuis près de 30 ans le CIRANO se base sur des approches économiques faisant appel à des méthodologies rigoureuses et des données probantes.

## Les Partenaires
Le CIRANO compte 30 partenaires qui siègent au conseil d’administration :
• 4 partenaires gouvernementaux (provincial, fédéral, municipal)
• 14 partenaires corporatifs
• 12 partenaires universitaires.
Ainsi que 13 partenaires académiques incluant des centres de recherche, chaires, instituts, observatoires ou réseaux.

## Structure de la recherche
Les projets de recherche réalisés en partenariat avec les gouvernements et des organisations publiques ou privées sont au coeur des activités de recherche appliquée et de transfert du CIRANO.
- 10 grands thèmes de recherche

Les projets de recherche du CIRANO se concentrent autour de dix grands thèmes (compétences, Concurrences, Cycles économiques et marchés financiers, Développement durable et agroalimentaire, Économie mondiale, Inégalités et pauvreté, Innovation et transformation numérique, Politiques économiques et budgétaires, Santé et Territoire). 
- 4 Pôles fédérateurs

Les pôles fédérateurs (Pôle sur les impacts socio-économiques de l'intelligence numérique, le Pôle sur la modélisation de l'économie du Québec, le Pôle sur l’efficience des services et politiques de santé et le Pôle en science des données pour les échanges commerciaux et le transport intermodal.) assurent un lien transversal entre différents grands thèmes de recherche du CIRANO.
- 1 Laboratoire d’économie expérimentale

Le CIRANO assure la direction scientifique d’un Laboratoire d’économie expérimentale. Plusieurs membres de la communauté de recherche CIRANO possèdent une expertise en économie comportementale et sont impliqués dans les activités du Laboratoire ou font des expériences en ligne.

## Les publications
Les publications du CIRANO assurent la diffusion des résultats de recherches et les opinions des chercheur·euse·s, vers la communauté scientifique et les partenaires, mais également vers l’ensemble de la société québécoise.

## Les activités de liaison et de transfert
Le transfert de connaissances se fait certes par les publications, mais passe également par l’organisation d’activités de liaison et de transfert. Ainsi, le CIRANO organise des séminaires, des ateliers, des conférences, des discussions, des forums sur des sujets d’intérêt qui réunit des chercheur.euse.s du CIRANO, mais aussi des chercheur.euse.s à l’international. 

## Fellows
- Claude Montmarquette, PDG et vice-président politiques publiques[1]
- Diane Bellemare
- Marcel Boyer
- Claude Castonguay
- Alain Dubuc
- Monique Jérôme-Forget
- Robert Lacroix